# Ultimate Limit
Pour plus de détails, voir Fiche technique et Distribution.
Ultimate Limit ou Le Seuil au Québec (Threshold), est un téléfilm américano-canadien réalisé par Chuck Bowman et diffusé le 19 avril 2003 sur Sci Fi Channel. C'est une adaptation du film de 1958 La Fusée de l'épouvante (It! The Terror from Beyond Space).

## Synopsis
La navette spatiale Oklahoma, de retour sur Terre, a été touchée par des particules météoriques. Elle se retrouve contaminée par des graines insectoïdes d'origine extraterrestre qui n'ont qu'un seul objectif: trouver de nouveaux hôtes à parasiter pour se reproduire...

## Fiche technique
- Titre original : Threshold
- Titre français : Ultimate Limit
- Autre titre français : ADN Alien
- Réalisation : Chuck Bowman
- Scénario : Kim LeMasters
- Musique : Richard John Baker
- Directeur de la photographie : Richard Wincenty
- Montage : Tanya M. Swerling
- Distribution : Nelleke Privett
- Création des décors : Ed Hanna
- Direction artistique : Jon P. Goulding
- Création des costumes : Ruth Secord
- Effets spéciaux visuels : Encore Visuel Effects
- Producteur : Derek Rappaport
- Producteurs exécutifs : Chuck Bowman et Kim LeMasters
- Producteur associé : Paul M. Leonard
- Compagnie de production : Amber Light Films Inc.
- Compagnie de distribution : The Sci-Fi Channel
- Pays d'origine :  États-Unis  Canada
- Langue : Anglais
- Son : Stéréo
- Image : Couleurs
- Ratio écran : 1.78:1
- Durée : 82 minutes

## Distribution
- Nicholas Lea : Dr Jerome « Geronimo » Horne
- Jamie Luner : Dr Savannah Bailey
- Steve Bacic : Frank Hansen
- David Lipper : Matt Bailey
- Teryl Rothery : Shelley Hansen
- Karl Pruner : Quidd
- Anthony Sherwood : Dr Thaddeus Owens
- Marie Ward : Sheila